# Сато, Сюн
Сюн Сато (яп. 佐藤 駿 Сато Сюн, род. 6 февраля 2004, Сендай, Япония) — японский фигурист, выступающий в одиночном катании. Серебряный (2024) и бронзовый (2023) призёр чемпионата четырёх континентов, бронзовый призёр финала Гран-при (2024), победитель юниорского финала Гран-при (2019), серебряный (2025) и бронзовый (2023) призёр командного чемпионата мира.
По состоянию на 30 марта 2025 года занимает 6-е место в рейтинге Международного союза конькобежцев.

## Карьера
Сюн Сато родился 6 февраля 2004 года в Сендае. На коньках начал кататься в 2009 году.
В августе 2019 года Сато дебютировал в юниорской серии Гран-при. Он выиграл юниорский этап Гран-при в США, а через месяц завоевал бронзу на этапе Гран-при в Хорватии, и таким образом сумел отобраться в финал юниорского Гран-при в Турине. В финале юниорского Гран-при занимал третье место после короткой программы. В произвольной программе исполнил четверной лутц, каскад четверной тулуп — тройной тулуп, четверной тулуп, без ошибок исполнил и остальные прыжки и стал первым. С суммой в 255,11 баллов он одержал победу, при этом установил два новых мировых рекорда среди юниоров в произвольной программе и по сумме двух программ. В декабре 2019 года на чемпионате Японии среди взрослых занял пятое место. После национального чемпионата был включён в состав сборной на чемпионат мира среди юниоров, где занял шестое место.
В сезоне 2020/21 занял пятое место этапе Гран-при NHK Trophy 2020, на чемпионате Японии также стал пятым.
Олимпийский сезон 2021/22 начал на турнире Japan Open 2021, где занял второе место в произвольной программе, в составе синей команды завоевал золотую медаль. На первом этапе Гран-при Skate America во время тренировки повредил левое плечо, но несмотря на это решил выступить на соревновании, в итоге занял четвёртое место. На Internationaux de France был четвёртым после короткой программы, в произвольной стал третьим. По результатам двух программ завоевал серебряную медаль, которая стала для него первой медалью этапов Гран-при. На чемпионате Японии 2022 года занял седьмое место. Сато должен был выступить на юниорском чемпионате мира, однако из-за травмы левого плеча он снялся с турнира, его заменил Лукас Цуёси Хонда.
Новый сезон 2022/23 начал на этапе Гран-при в Великобритании, где завоевал бронзовую медаль. Чтобы попасть в финал серии Гран-при, Сато нужно было завоевать «серебро» на своём втором этапе Гран-при. На Grand Prix Espoo 2022 он занимал третье место после короткой программы, в произвольной программе показал хороший прокат и улучшил свой личный рекорд. Он завоевал серебряную медаль и отобрался в финал Гран-при. В финале Гран-при занял четвёртое место. На чемпионате Японии стал четвёртым, уступив бронзовому призёру Кадзуки Томоно 1,20 балла. На чемпионате четырёх континентов занимал шестое место после короткой программы. В произвольной программе без ошибок исполнил три четверных прыжка и два тройных акселя и стал третьим, за две программы набрал 259,14 баллов и завоевал бронзовую медаль чемпионата четырёх континентов.

## Программы
| Сезон     | Короткая программа | Произвольная программа | Показательные номера                                                                               |
| --------- | --- | --- | -------------------------------------------------------------------------------------------------- |
| 2024—2025 | - «Fantasy for Violin and Orchestra» (из фильма «Дамы в лиловом») в исполнении Джошуа Белла хореография: Гийом Сизерон | - «Nostos» в исполнении Анжель Дюбо и La Pietà хореография: Гийом Сизерон | - «Rise (Leave Me Alone)» Safri Duo, Кларк Андерсон хореография: Акико Судзуки                     |
| 2023—2024 | - «Libertango» Астор Пьяццолла в исполнении Эктора Улисеса Пассареллы, Тисако Такасимы хореография: Кэндзи Миямото     | - «Времена года» Антонио Вивальди в исполнении Дэниэля Хоупа, Макса Рихтера хореография: Гийом Сизерон                                                                       | - «Secrets» OneRepublic                                                                            |
| 2022—2023 | - «Carol of the Bells» Николай Леонтович в исполнении Линдси Стирлинг хореография: Юка Сато                            | - «Red Violin» Икуко Каваи, Хоакин Родриго хореография: Кэндзи Миямото | - «Flower Dance» DJ Okawari                                                                        |
| 2021—2022 | - «Времена года: Лето» Антонио Вивальди хореография: Юка Сато                                                          | - «The Point of No Return» - «Masquerade» (из мюзикла «Призрак Оперы») Эндрю Ллойд Уэббер - «Phantasia» Джулиан Ллойд Уэббер, Джеффри Александер хореография: Кэндзи Миямото | - «Arrivée des Camionneurs» (из фильма «Девушки из Рошфора») Мишель Легран хореография: Мисао Сато |
| 2020—2021 | - «Пираты Карибского моря» Клаус Бадельт, Ханс Циммер хореография: Бенуа Ришо                                          | - «Battle of the Kings» - «House of Cards» - «Danuvius» - «Guardians at the Gate» Audiomachine хореография: Бенуа Ришо                                                       | - «Headlight» Monkey Majik хореография: Кейко Асано                                                |
| 2019—2020 | - «Arrivée des Camionneurs» (из фильма «Девушки из Рошфора») Мишель Легран хореография: Мисао Сато                     | - «Ромео и Джульетта» Нино Рота хореография: Масахиро Кавагоэ | - «Счастливого Рождества, мистер Лоуренс» Рюити Сакамото хореография: Масахиро Кавагоэ             |
| 2018—2019 | - «Счастливого Рождества, мистер Лоуренс» Рюити Сакамото хореография: Масахиро Кавагоэ                                 | - «Малагенья» Эрнесто Лекуона хореография: Мисао Сато | - «Flower Dance» DJ Okawari                                                                        |
| 2017—2018 | - «Нью-Йорк, Нью-Йорк» Джон Кандер                                                                                     | - «Концерт для фортепиано» Эдвард Григ | |

## Спортивные достижения
| Соревнования                   | 17/18         | 18/19         | 19/20         | 20/21         | 21/22         | 22/23         | 23/24         | 24/25         |
| Международные                  | Международные | Международные | Международные | Международные | Международные | Международные | Международные | Международные |
| ------------------------------ | ------------- | ------------- | ------------- | ------------- | ------------- | ------------- | ------------- | ------------- |
| Чемпионат мира                 |               |               |               |               |               |               |               | 6             |
| Чемпионат четырёх континентов  |               |               |               |               |               | 3             | 2             |               |
| Финал Гран-при                 |               |               |               |               |               | 4             |               | 3             |
| Этап Гран-при. NHK Trophy      |               |               |               | 5             |               |               |               |               |
| Этап Гран-при. Skate America   |               |               |               |               | 4             |               | 3             |               |
| Этап Гран-при. Skate Canada    |               |               |               |               |               |               |               | 2             |
| Этап Гран-при. Cup of China    |               |               |               |               |               |               |               | 1             |
| Этап Гран-при. Франция         |               |               |               |               | 2             |               |               |               |
| Этап Гран-при. Финляндия       |               |               |               |               |               | 2             | 2             |               |
| Этап Гран-при. Wilson Trophy   |               |               |               |               |               | 3             |               |               |
| CS Asian Open Trophy           |               |               |               |               | 2             |               |               |               |
| CS Finlandia Trophy            |               |               |               |               |               |               | 2             |               |
| CS Lombardia Trophy            |               |               |               |               |               |               |               | 3             |
| Азиатские игры                 |               |               |               |               |               |               |               | 5             |
| Всемирные студенческие игры    |               |               |               |               |               | 5             |               | 5             |
| Bavarian Open                  |               |               | 1             |               |               |               |               |               |
| Challenge Cup                  |               |               |               |               |               | 1             |               |               |
| Международные среди юниоров    |               |               |               |               |               |               |               |               |
| Чемпионат мира среди юниоров   |               |               | 6             |               |               |               |               |               |
| Финал юниорского Гран-при      |               |               | 1             |               |               |               |               |               |
| Этап Гран-при. Хорватия        |               |               | 3             |               |               |               |               |               |
| Этап Гран-при. США             |               |               | 1             |               |               |               |               |               |
| Challenge Cup                  |               | 1             |               |               |               |               |               |               |
| Bavarian Open                  | 2             |               |               |               |               |               |               |               |
| Командные                      |               |               |               |               |               |               |               |               |
| Командный чемпионат мира       |               |               |               |               |               | 3             |               | 2             |
| Japan Open                     |               |               |               |               | 1             |               |               |               |
| Национальные                   |               |               |               |               |               |               |               |               |
| Чемпионат Японии               | 16            | 12            | 5             | 5             | 7             | 4             | 5             | 7             |
| Чемпионат Японии среди юниоров | 6             | 2             | 2             |               |               |               |               |               |
| CS — турнир серии «челленджер» |               |               |               |               |               |               |               |               |